# Volkswagen T-Roc
Volkswagen T-Roc este un vehicul comercializat de producătorul german de automobile Volkswagen din noiembrie 2017.
Modelul a primit un facelift în noiembrie 2021.

## Galerie foto

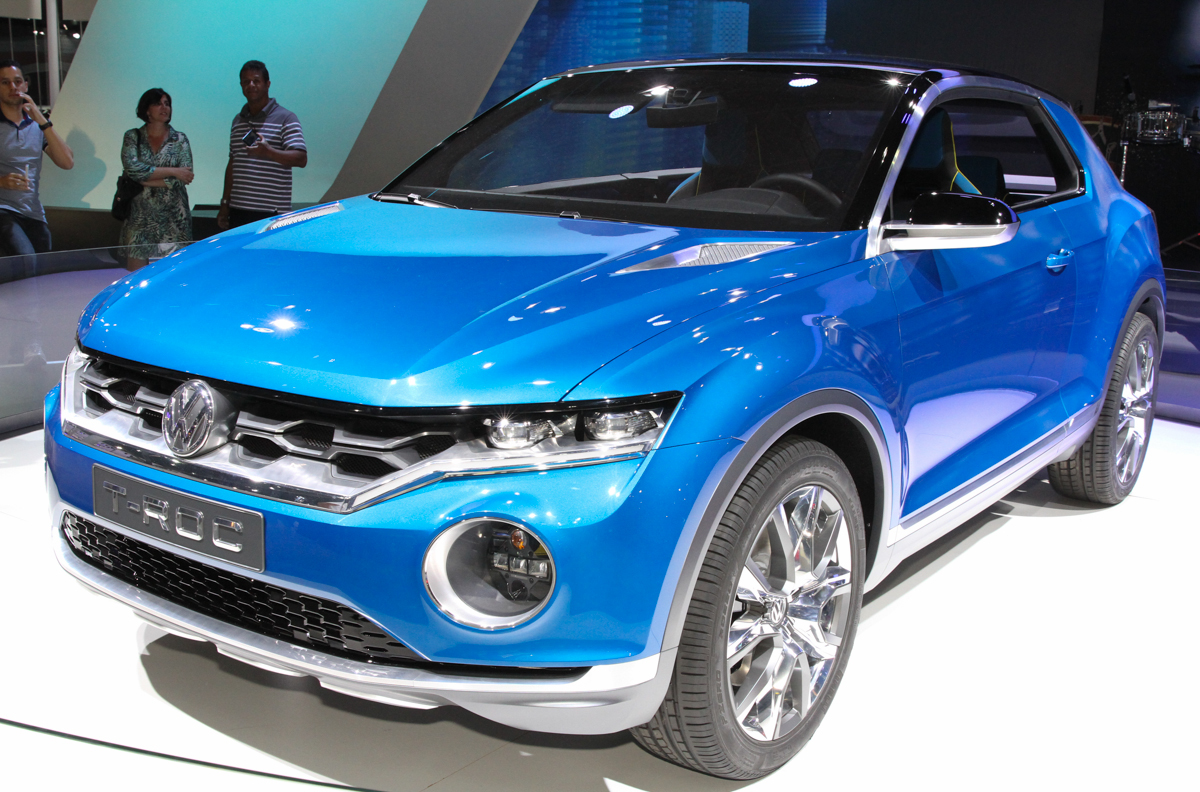
T-Roc Concept
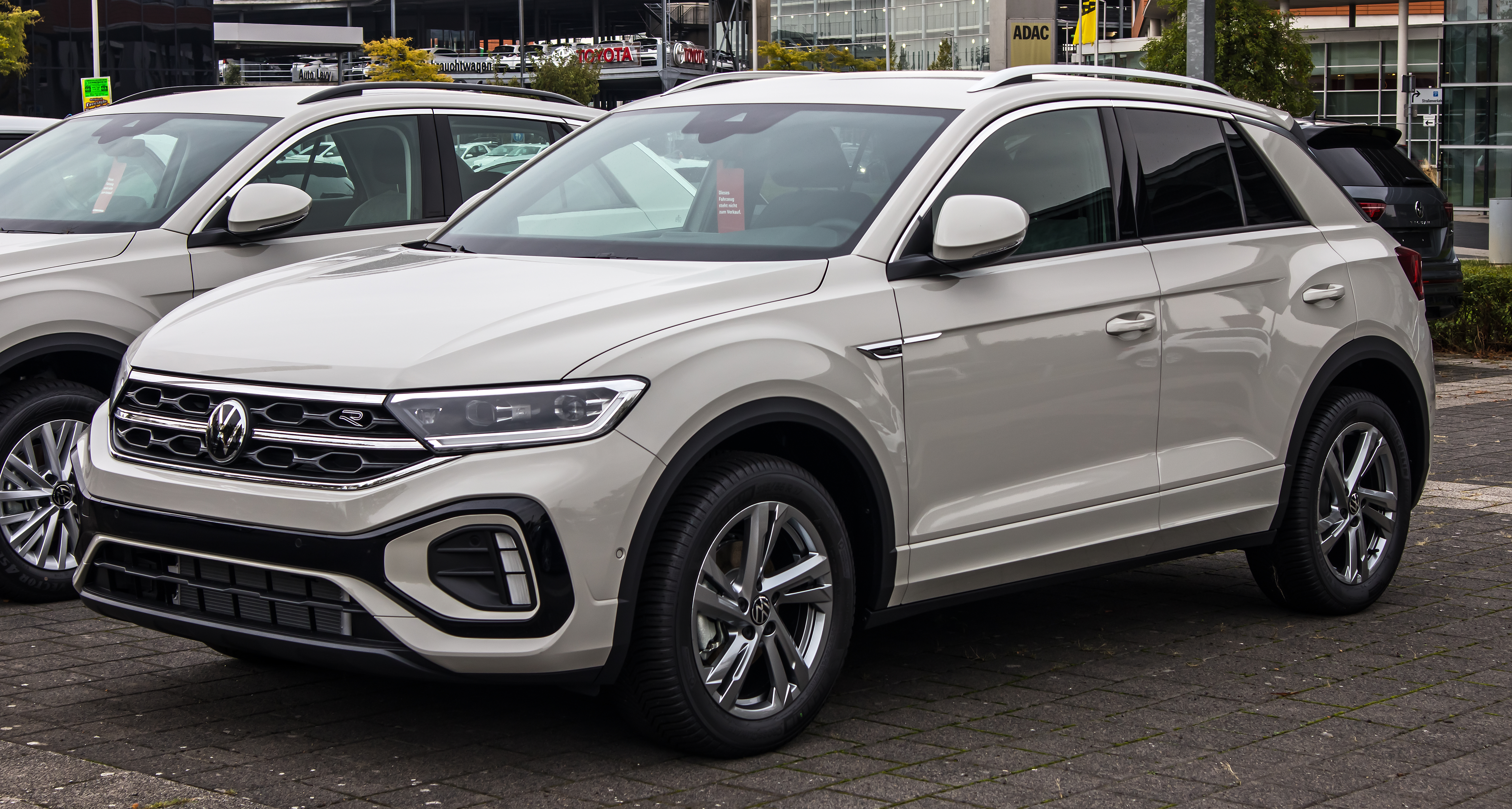
T-Roc R-Line (facelift)